# Lorenz Nieberl
Lorenz Nieberl (Monaco di Baviera, 7 luglio 1919 – 12 aprile 1968) è stato un bobbista tedesco.
Era il marito di Evi Lanig e il cognato di Hanspeter Lanig, già sciatori alpini di livello internazionale.

## Biografia
Ai VI Giochi olimpici invernali (edizione disputatasi nel 1952 a Oslo, Norvegia) vinse la medaglia d'oro nel Bob a 4 con i connazionali Friedrich Kuhn, Andreas Ostler e Franz Kemser. dietro di loro le nazionali statunitense e svizzera.
Il tempo segnato fu di 5:07,84  quasi tre secondi da quella statunitense (5:10,84) e quasi quattro secondi dalla svizzera (5:11,70). Con Andreas Ostler vinse l'oro anche nel bob a due nella stessa manifestazione  con un tempo di 5:24,54.
Inoltre ai campionati mondiali vinse due ori e due medaglie di bronzo:
- nel 1951, medaglia d'oro nel bob a due con Andreas Ostler e oro nel bob a quattro con Andreas Ostler, Xavier Leitl e Michael Pössinger.
- nel 1953, medaglia di bronzo bob a due con Theo Kitt;
- nel 1954, medaglia di bronzo bob a quattro con Theo Kitt, Josef Grün e Klaus Koppenberger.